# Изомеризация
Изомеризация — превращение химического соединения в изомер, перегруппировка атомов в молекуле вещества без изменения её качественного и количественного состава. Процесс изомеризации используется в органической химии, в том числе в производстве топлив и в пищевом производстве.

## Описание
Технологии изомеризации:
- каталитическая[2];
- термическая[3].

## Изомеризация в нефтепереработке
Процесс изомеризации направлен на получение высокооктановых компонентов товарного бензина из низко октановых фракций нефти путём структурного изменения углеродного скелета. Источником детонации в двигателях внутреннего сгорания является образование свободных радикалов по цепному механизму. Нормальные неразветвленные алканы при горении образуют наиболее активные первичные радикалы, чем вторичные или третичные радикалы при горении разветвленных алканов с изостроением. Поэтому чем разветвленнее молекула, тем выше её детонационная стойкость, октановое число.
Описание процесса и принципиальная схема (недоступная ссылка)
Таблица октановых чисел некоторых алканов.
| Алкан             | октановое число И.М. |
| ----------------- | -------------------- |
| нормальный пентан | 61,8                 |
| изопентан         | 93                   |
| нормальный гексан | 24,8                 |
| 2,2-диметилбутан  | 91,8                 |

На сегодняшний день изомеризация возможна только легких алканов бутана, пентана и гексана. Это фракция нефти с пределами выкипания 28-70°С называется легкая нафта, петролейный эфир, газовый бензин. Проводятся серьёзные исследования возможности изомеризации более тяжелых алканов.
В нефтеперерабатывающей промышленности реализовано две технологические схемы изомеризации алканов: 1. Однопроходная 2. С рециклом.
Однопроходная изомеризация позволяет повысить октановое число И.М. фракции с 70 до 83 пунктов.
Смесь углеводородов до и после однопроходной изомеризации.
| КОМПОНЕНТЫ (% ОБ.) И ИОЧ СМЕСИ | СЫРЬЁ | ПРОДУКТ |
| ------------------------------ | ----- | ------- |
| изопентан                      | 10,3  | 26,9    |
| нормальный пентан              | 24,8  | 8,4     |
| изогексан                      | 23,2  | 47,8    |
| нормальный гексан              | 25,6  | 5,7     |
| циклические у/в                | 5,6   | 11,2    |
| бензол                         | 10,5  | 0       |
| Октановое число И.М.           | 69    | 83      |

Изомеризация с рециклом позволяет повысить октановое число фракции с 70 до 92 пунктов, за счет выделения из смеси низкооктановых компонентов и возвращение их на рециркуляцию.
Возможные схемы организации процесса: 1. Схема с рециклом малоразветвленных гексанов. 2. Схема с деизопентанизацией сырья и рециклом малоразветвленных гексанов. 3. Схема с рециклом н-пентана и малоразветвленных гексанов.
Условия процесса:
Давление — 2−3 МПа;
Температура в реакторе — 380−410°С;
Кратность циркуляции ВСГ — >500 нм³/м³;
В настоящее время разработано три типа промышленных процессов изомеризации:
- высокотемпературная изомеризация (360—440 °С) на алюмоплатиновых фторированных катализаторах;
- среднетемпературная изомеризация (250—300 °С) на цеолитных катализаторах;
- низкотемпературная изомеризация на оксиде алюминия, промотированном хлором (120—180 °С) и на сульфатированных оксидах металлов (120—180 °С).

Наиболее перспективными, по мнению многих авторов, являются сульфатированные оксидные катализаторы. Изготовители катализаторов изомеризации — компании UOP, Axens, Shell, Akzo NobeI, Sud-Chemie, Нефтехим. Основными разработчиками на Российском рынке хлорированных катализаторов являются фирмы UOP (США) c технологией Penex, Axens (Франция); цеолитных катализаторов — немецкая фирма Sud-Chemie, оксидных сульфатированных катализаторов — UOP (США) с технологией Par-Isom и российская фирма НПП Нефтехим с технологией Изомалк-2.